# 南犀川村
南犀川村（みなみさいがわむら）は、福岡県京都郡にあった村。現在の京都郡みやこ町の一部にあたる。

## 地理
今川に合流する喜多良川の流域に位置していた。

## 歴史

### 沿革
- 1889年（明治22年）4月1日 - 仲津郡山鹿村、大熊村、喜多良村、鐙畑村、本庄村が合併して村制施行し、南犀川村が設立[1][2]。
- 1896年（明治29年）4月1日 - 郡の統合により京都郡に所属[1][3]。
- 1904年（明治37年）1月1日 – 京都郡西犀川村、東犀川村と合併し犀川村を新設して廃止された[1][2]。

### 地名の由来
今川はかつて犀川と称され、中流域は犀川谷と呼ばれ、この地がその南部であったため。

## 交通

### 鉄道
- 1895年（明治28年）- 豊州鉄道（現平成筑豊鉄道田川線）行橋 - 伊田間開通[1]
- 1896年（明治29年）- 犀川駅開設[1]